# Mistrovství Československa v atletice 1956
Mistrovství ČSR mužů a žen v atletice 1956 v kategoriích mužů a žen se konalo 7. září až 9. září v Bratislavě. 

## Medailisté

### Muži
| Soutěž                                    | Zlato                                                                       | Stříbro                                                                          | Bronz                                                                           |
| 100 m                                     | Václav Janeček 10,7                                                         | František Šimánek 10,8                                                           | Vladimír Šimeček 10,9                                                           |
| 200 m                                     | Vilém Mandlík 21,4                                                          | Václav Janeček 21,9                                                              | František Šimánek 22,2                                                          |
| 400 m                                     | Josef Trousil 48,6                                                          | Jaroslav Jirásek 48,7                                                            | Jozef Kočiš 49,8                                                                |
| 800 m                                     | Ludvík Liška 1:51,8                                                         | Alfréd Stržínek 1:52,1                                                           | Jaroslav Heger 1:52,4                                                           |
| 1500 m                                    | Alexander Zvolenský 3:48,0                                                  | Václav Jozefy 3:50,4                                                             | Antonín Kamenský 3:51,4                                                         |
| 5000 m                                    | Dušan Čikel 14:21,6                                                         | Miroslav Jurek 14:22,8                                                           | Václav Rudolf 14:25,4                                                           |
| 10 000 m                                  | Ivan Ullsperger 29:54,6                                                     | Miloš Tomis 30:11,4                                                              | Jiří Šantrůček 30:28,2                                                          |
| 110 m př.                                 | Ivan Veselský 14,7                                                          | Václav Bečvárovský 15,1                                                          | Jan Mrázek 15,1                                                                 |
| 200 m př.                                 | Jan Mrázek 24,8                                                             | Vladimír Dostál 24,9                                                             | Dominik Kocinger 25,2                                                           |
| 400 m př.                                 | Miroslav Borsuk 53,7                                                        | Lubomír Bartoš 54,4                                                              | Dominik Kocinger 54,4                                                           |
| 3000 m př.                                | Vlastimil Brlica 8:53,8                                                     | Ludvík Veselý 8:57,2                                                             | Anton Stankovič 9:04,6                                                          |
| 4 × 100 m                                 | Jaroslav Jirásek Vilém Bogač Vilém Mandlík Václav Janeček ÚDA Praha 42,2    | Viliam Dvonč Ivan Veselský Dominik Kocinger Štefan Molnár Slávia Bratislava 42,5 | Josef Bílek Jaroslav Frk Zdeněk Procházka František Šimánek RH Praha 42,9       |
| 4 × 400 m                                 | Václav Janeček Jaroslav Jirásek Aleš Poděbrad Ludvík Liška ÚDA Praha 3:18,2 | Otakar Šťastný Georgiu Nikis Petr Kavan Josef Trousil Slavia Praha ITVS 3:19,4   | Josef Kupský Karel Kupilík Květoslav Springinsfeld Rudolf Kupka RH Praha 3:23,4 |
| Skok do výšky                             | Jaroslav Kovář 198 cm                                                       | Josef Krybus 198 cm                                                              | Lubomír Ondrášek 194 cm                                                         |
| Skok o tyči                               | Jiří Krejcar 420 cm                                                         | Josef Dvořák 420 cm                                                              | Vladimír Dědek 415 cm                                                           |
| Skok daleký                               | Zdeněk Procházka 738 cm                                                     | Štefan Molnár 729 cm                                                             | Rudolf Bareš 713 cm                                                             |
| Trojskok                                  | Martin Řehák 15,45 m                                                        | Jiří Mráček 15,17 m                                                              | Josef Kalivoda 14,79 m                                                          |
| Vrh koulí                                 | Jiří Skobla 17,30 m                                                         | Josef Stoklasa 16,24 m                                                           | Jaroslav Plíhal 16,15 m                                                         |
| Hod diskem                                | Karel Merta 51,68 m                                                         | Jan Vrabel 49,94 m                                                               | Václav Lajbner 47,78 m                                                          |
| Hod kladivem                              | Miloš Máca 59,90 m                                                          | Oldřich Engel 59,56 m                                                            | Josef Málek 57,62 m                                                             |
| Hod oštěpem                               | Pavel Jílek 69,90 m                                                         | Miloš Kopřiva 69,42 m                                                            | Josef Dušátko 65,29 m                                                           |
| 20 km chůze                               | Josef Doležal 1:33:38,4                                                     | Ladislav Moc 1:37:11,8                                                           | Václav Platil 1:40:48,8                                                         |
| 50 km chůze Praha – Poděbrady 26. 8. 1956 | Josef Doležal 4:15:34,6                                                     | Milan Skřont 4:16:20,8                                                           | Ladislav Moc 4:18:16,8                                                          |
| Desetiboj                                 | Miroslav Vlček 5693 bodů                                                    | Miroslav Spáčil 5587 bodů                                                        | Zdeněk Melichárek 5064                                                          |
| Maratonský běh Pardubice 26. 8. 1956      | Pavel Kantorek 2:29:36,8                                                    | Jiří Legierský 2:32:21,4                                                         | Drahomír Pechánek 2:39:21,2                                                     |

### Ženy
| Soutěž                            | Zlato                                                                                          | Stříbro                                                                                        | Bronz                                                                                        |
| 100 m                             | Libuše Strejčková 12,3                                                                         | Alena Stolzová 12,3                                                                            | Věra Švajgrová 12,4                                                                          |
| 200 m                             | Libuše Strejčková 25,7                                                                         | Zlata Ptáčková 25,7                                                                            | Anna Kovaříková 25,8                                                                         |
| 400 m                             | Bedřiška Müllerová 59,2                                                                        | 1:01,7                                                                                         | Dagmar Košilková 1:02,2                                                                      |
| 800 m                             | Bedřiška Müllerová 2:13,5                                                                      | Dagmar Košilková 2:17,0                                                                        | Danuše Andrlová 2:19,0                                                                       |
| 80 m př.                          | Miroslava Trkalová 11,4                                                                        | Alena Stolzová 11,6                                                                            | Alena Schusterová 11,7                                                                       |
| 4 × 100 m                         | Věra Švajgrová Getruda Prokopová Anna Kovaříková Jaruška Vaculová Baník VŽKG Vítkovice 49,3    | Alena Stříbrná Alena Rektorysová Soňa Stančíková Miloslava Maninová Dynamo Plzeň 50,9          | Marie Kubcová Bedřiška Müllerová Blahoslava Zvárová Květoslava Pohlová Spartak Ústí n/L 51,3 |
| 4 × 200 m                         | Věra Švajgrová Gertruda Prokopová Anna Kovaříková Jaruška Vaculová Baník VŽKG Vítkovice 1:46,3 | Hana Hrdinová Blahoslava Zvárová Bedřiška Müllerová Květoslava Pohlová Spartak Ústí n/L 1:48,8 | Zdena Pospíšilová Anna Plšková Bohumila Hasalíková Věra Bílková Jiskra Gottwaldov 1:48,8     |
| Skok do výšky                     | Olga Modrachová 160 cm                                                                         | Jiřina Vobořilová 155 cm                                                                       | Blahoslava Zvárová 145 cm                                                                    |
| Skok daleký                       | Zlata Rozkošná 567 cm                                                                          | Gertruda Prokopová 554 cm                                                                      | Olga Modrachová 550 cm                                                                       |
| Vrh koulí                         | Jiřina Vobořilová 13,64 m                                                                      | Jaroslava Lišková 13,13 m                                                                      | Věra Zapadlová 12,97 m                                                                       |
| Hod diskem                        | Olga Fikotová 50,14 m                                                                          | Štěpánka Mertová 47,80 m                                                                       | Jiřina Vobořilová 47,06 m                                                                    |
| Hod oštěpem                       | Dana Zátopková 49,95 m                                                                         | Miloslava Smejkalová 44,22 m                                                                   | Slavomila Jadavanová 42,50 m                                                                 |
| Pětiboj Soběslav 6. – 7. 10. 1956 | Alena Schusterová 3028 bodů                                                                    | Anna Plšková 2856 bodů                                                                         | Dagmar Richterová 2734 bodů                                                                  |